# يجور بابورين
يجور بابورين (9 أغسطس 1993 بتشرنيغوف في أوكرانيا - ) (بالروسية: Егор Констатинович Бабурин)‏ هو لاعب كرة قدم روسي في مركز حراسة المرمى. لعب مع زينيت سانت بطرسبرغ وFC Zenit-2 Saint Petersburg ‏.

## وصلات خارجية
- يجور بابورين على موقع قاعدة بيانات كرة القدم.إي يو (الإنجليزية)
- يجور بابورين على موقع Soccerway.com (الإنجليزية)
- يجور بابورين على موقع عالم كرة القدم.نت (الإنجليزية)
- يجور بابورين على موقع AS.com (الإسبانية)